# Vallecitos
Vallecitos är en ort i Mexiko.   Den ligger i kommunen Nochistlán de Mejía och delstaten Zacatecas, i den centrala delen av landet, 500 km nordväst om huvudstaden Mexico City. Vallecitos ligger 2 180 meter över havet och antalet invånare är 126.
Terrängen runt Vallecitos är lite bergig. Runt Vallecitos är det ganska glesbefolkat, med 27 invånare per kvadratkilometer. Närmaste större samhälle är Nochistlán, 15,6 km sydost om Vallecitos. I omgivningarna runt Vallecitos växer huvudsakligen savannskog.